# Palenque (canton)
Pour les articles homonymes, voir Palenque et Palenque (homonymie).
Palenque est un canton d'Équateur situé dans la province de Los Ríos.